# Hedysarum kumaonense
Hedysarum kumaonense är en ärtväxtart som beskrevs av John Gilbert Baker. Hedysarum kumaonense ingår i släktet buskväpplingar, och familjen ärtväxter. Inga underarter finns listade i Catalogue of Life.